# 不夜城绿地
不夜城绿地是位于中国上海市靜安區不夜城商业区的一個24小时开放的公園，它形狀近似三角形，地處天目西路一华康路一共和路一华盛路一南北高架路至长安路之间，面积约4.3公顷。
當地原本是棚户区。2001年12月開始建设，2002年12月建成开园。